# Дёрнер, Хельмут
Хельмут Дёрнер (нем. Helmut Dörner; 26 июня 1909 — 11 февраля 1945) — немецкий офицер, участник Второй мировой войны, оберфюрер, кавалер Рыцарского креста с Дубовыми листьями и Мечами.

## Вторая мировая война
В октябре 1939 года Дёрнер перешёл из службы в полиции (имел звание капитана полиции) в Полицейскую дивизию СС (SS-Polizei-Division — была сформирована из профессиональных полицейских, но использовалась как обычная фронтовая дивизия). В звании гауптштурмфюрера был назначен командиром роты противотанкового батальона.
Участвовал во Французской кампании (1940), награждён Железными крестами обеих степеней. В начале 1941 года назначен командиром стрелковой роты в той же дивизии.
С июня 1941 года — на Восточном фронте, дивизия наступала на Ленинградском направлении. В августе был ранен, в октябре — получил знак за пехотные атаки, в декабре 1941 — награждён Золотым немецким крестом.
С января 1942 — командир батальона, с апреля — штурмбаннфюрер, в мае 1942 — награждён Рыцарским крестом.
Весной 1943 года прошёл обучение на тактических курсах мобильных войск в Париже. С апреля 1943 — оберштурмбаннфюрер, командир 8-го гренадерского полка СС. В конце 1943 года дивизия была переведена с Ленинградского фронта в северную Грецию.
С апреля 1944 — Дёрнер в звании штандартенфюрера. 16 августа — 22 августа 1944 года Хельмут Дёрнер командовал 4-й полицейской танково-гренадерской дивизией СС. В сентябре дивизия переброшена в Трансильванию, в октябре 1944 — в Венгрию. В ноябре Дёрнер за бои в Венгрии награждён Дубовыми листьями к Рыцарскому кресту.
15 января 1945 — произведён в звание оберфюрер. За бои в Будапештском котле 30 января 1945 года награждён Мечами (№ 129) к Рыцарскому кресту с Дубовыми листьями. 11 февраля 1945 года погиб в бою в Будапеште.